# Henry Ainley
Henry Hinchliffe Ainley (21 d'agost de 1879 - 31 de octubre de 1945) va ser un actor teatral i cinematogràfic anglès, pare dels actors Richard i Anthony Ainley.

## Primers anys
Nascut a Leeds, Anglaterra, fou batejat a l'Església de St George a Leeds, i es va criar en Morley (Anglaterra). Els seus pares eren Richard, treballador tèxtil, i Ada. Ja d'adult, es va mudar a Londres per intentar fer una carrera com a actor.Va debutar al teatre professional amb la companyia de Francis Robert Benson, afegint-se més endavant a la de Herbert Beerbohm Tree. El 1902 li va arribar la fama amb el paper de Paolo en l'obra Paolo and Francesca.

## Papers shakespearians
El seu primer paper en una obra de Shakespeare va ser el de missatger en Macbeth. Posteriorment va actuar com a Gloucester a Enric V, al Teatre Lyceum de Londres, tornant després a Leeds per actuar al Grand Theatre.Altres papers posteriors van ser els de Oliver Cromwell, Marc Antoni a Juli Cèsar i el de Macbeth. Va ser Malvolio (1912) i Leontes sota la direcció de Harley Granville-Barker, i va interpretar a Hamlet en diverses ocasions, incloent una producció de 1930 triada per fer una representació davant la família reial.
Les seves interpretacions de Shakespeare a la gran pantalla inclouen Enric VIII i Al vostre gust, un film de 1936 en el qual també actuava el seu fill Richard i Laurence Olivier.

## Altres papers
Va interpretar a Joseph Quinney a Quinneys en l'escena el 1915 i en el cinema el 1919. També va actuar en l'obra d'AA Milne, The Dover Road, al costat d'Athene Seyler en 1922, i com el Bisbe de Chelsea a l'obra de George Bernard Shaw Getting Married al Teatre Haymarket. El 1929 va interpretar a James Fraser a The First Mrs. Fraser, de St John Ervine, paper que va tornar a interpretar per a la versió filmada de 1932. També va treballar en les versions radiofòniques i teatrals de l'obra de James Ellroy Flecker Hassan.

## Darrere l'escena
El 1921 es va fer membre del consell de la Royal Academy of Dramatic Art, presidint la mateixa entre 1931 i 1933.
Ainley va tenir una companyia teatral pròpia, que va servir de rampa de llançament de la carrera d' Robert Eddison .
Es va casar i divorciar en dues ocasions. Va morir a Londres i fou enterrat en el cementiri Kensal Green de la ciutat.

## Enregistraments
Henry Ainley va grabar amb la companyia discogràfica HMV amb el mètode acústic, i posteriorment elèctrics. Lles seves primeres gravacions van ser:
- 1456 The Day (Ho1100/B393) 10"
- 1457 The Kaiser and God. 1915. 10"
- B393 The Charge of the Light Brigade 10"
- C490 Why Britain is at War.
- D177 Carillon 'Chantez, Belges, chantez!' 12". 1915.